# Atenció a la dependència a Extremadura
L'atenció a la dependència a Extremadura va tindre un desenvolupament normatiu com les altres comunitats autònomes.

## Abans de la llei de dependència
La Llei 5/1987, de 23 d'abril, de Serveis Socials va crear en l'article 12 un servei social especialitzat a atendre minusvàlids (tant físics, com psíquics i sensorials) en l'aspecte de prevenció, rehabilitació i integració social d'aquests en els àmbits educatius, socials i laborals. Pretenia eliminar els obstacles de les seues vides. Si el minusvàlid no podia romandre en l'àmbit familiar i local, se'ls informava als familiars de les possibilitats d'integració dins d'un centre adequat.
Poc abans de l'establiment de la llei de dependència estatal, el gener de 2006 aprovaren la Llei de Dependència extremenya, que entraria en vigor el 2007. Aquesta llei se centrava en l'ajuda a domicili per al dependent.

## Després de la llei de dependència
La Resolució de 25 d'abril de 2007 regulà els models per a la sol·licitud i reconeixement de la dependència.